# La gioventù di Enrico V
La gioventù di Enrico V è un'opera in quattro atti di Saverio Mercadante, su libretto di Felice Romani. La prima rappresentazione ebbe luogo al Teatro alla Scala di Milano, il 25 novembre 1834.
Gli interpreti della prima rappresentazione furono:
| Personaggio   | Interprete                  |
| ------------- | --------------------------- |
| Enrico        | Giovanni Orazio Cartagenova |
| Arturo        | Domenico Reina              |
| Lord Arcourt  | Ignazio Marini              |
| John Falstaff | Vincenzo Galli              |
| Lancastro     | Domenico Spiaggi            |
| Seriffo       | Napoleone Marconi           |
| Re d'armi     | Raineri Pochini             |
| Elisa         | Almerinda Manzocchi         |
| Martinn       | Giuseppina Leva             |

## Trama
L'azione è vicino a Londra, e in Londra medesima.

## Struttura musicale
- Sinfonia

### Atto I
- N. 1 - Introduzione
  - Duetto fra Arturo e Martinn Mistriss! Birra.
  - Coro Ostessa, sia cavato
  - Terzetto fra Falstaff, Arcourt ed Enrico Venir da Londra ansanti
- N. 2 - Cavatina di Elisa e Finale I Va: queste tue chimere - Oh! a qual cimento orribile (Elisa, Coro, Arcourt, Falstaff)

### Atto II
- N. 3 - Coro e Duetto fra Elisa ed Arturo Fuori fuori, campana a martello - Ti chiesi io forse il trono
- N. 4 - Aria di Falstaff e Finale II Un mio figlio! in tal maniera - A' miei sguardi, ovunque io sia (Falstaff, Arcourt, Enrico, Coro)

### Atto III
- N. 5 - Ballata Nella gioja e nel piacere
- N. 6 - Duetto fra Elisa ed Enrico Se vi sembro mentitrice
- N. 7 - Aria di Enrico Vieni al mio sen, fratello (Enrico, Coro, Re d'Armi, Lancastro, Seriffo, Falstaff)

### Atto IV
- N. 8 - Coro ed Aria di Arturo Nel Re vicino a morte - Odio Enrico: è mio rivale (Arturo, Coro, Elisa)
- N. 9 - Quartetto Ah! leggete... fuggite... volate... (Elisa, Enrico, Arcourt, Falstaff, Coro)
- N. 10 - Coro, Aria di Falstaff e Finale IV Con tutto il nostro comodo - Signori, i vostri crediti - O reale allievo mio (Coro, Falstaff, Seriffo, Enrico, Arcourt, Arturo, Re d'Armi, Elisa)